# Zakreślacz

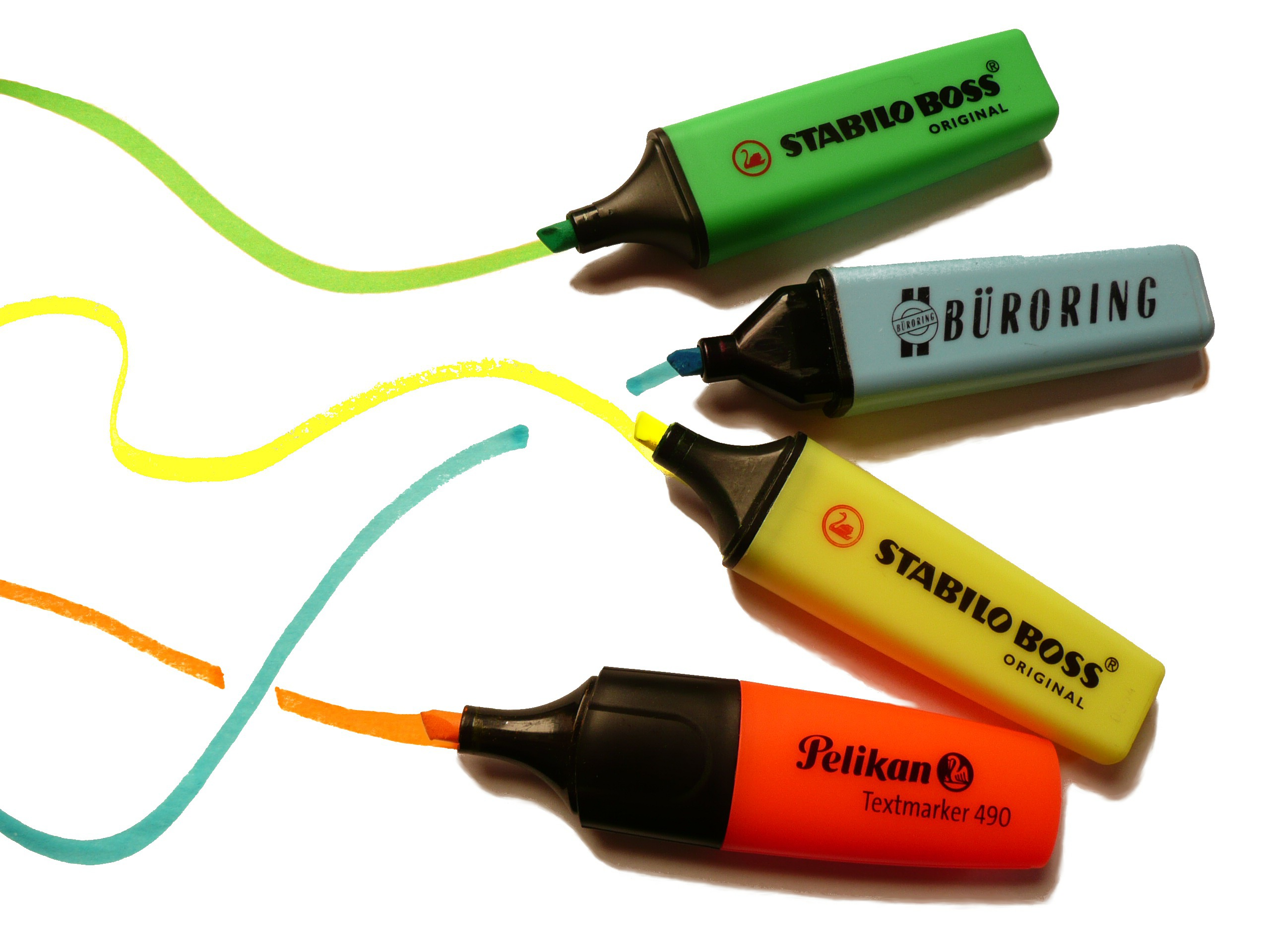
Przykładowe zakreślacze

Zakleślacz – pisak służący do zaznaczenia w tekście fragmentu przez obrysowanie go, podkreślenie, zakolorowanie. Pomaga również w prowadzeniu notatek.